# Francis Bitter
Francis Bitter (* 22. Juli 1902 in Weehawken Township, New Jersey; † 26. Juli 1967) war ein US-amerikanischer Physiker.
Bitter begann 1919 sein Studium an der University of Chicago und schloss sein Studium 1925 an der Columbia University ab. Anschließend setzte er 1925/26 seine Studien in Berlin fort und wurde 1928 an der Columbia University zum Ph.D. promoviert.
Später war Bitter vor allem Professor für Physik am Massachusetts Institute of Technology (MIT). 1950 wurde er in die American Academy of Arts and Sciences gewählt. Seit 1931 war er Fellow der American Physical Society.
Er lieferte bedeutende Arbeiten zum Ferromagnetismus und zur Entwicklung leistungsstarker Elektromagnete – namentlich die in den 1930er Jahren am damaligen Department of Mining and Metallurgy des MIT entwickelten und nach ihm benannten Bittermagnete.
Ebenfalls nach ihm benannt sind die Bitter-Streifen. Diese geben einen anschaulichen Beweis für die Existenz der Weiss-Bezirke. Manchmal werden die sich aus der Verteilung von feinem ferromagnetischen Pulver auf einem Magneten ergebenden Muster (Abbilder der Weiss-Bezirke) zusätzlich nach Nikolai Sergejewitsch Akulow benannt (Akulow-Bitter-Muster). Beide fanden diese etwa 1931.